# كين كلارك (لاعب كرة قدم أمريكية أمريكي)
كين كلارك (بالإنجليزية: Ken Clarke)‏ هو لاعب كرة قدم أمريكية أمريكي، ولد في 28 أغسطس 1956 في سافانا في الولايات المتحدة.

## وصلات خارجية
- كين كلارك على موقع مرجع كرة القدم المحترفة.كوم (الإنجليزية)